# Echinocereus engelmannii
Echinocereus engelmannii es una especie de plantas en la familia Cactaceae. Es endémica de Sonora, Chihuahua, Baja California y Baja California Sur  en México y California, Arizona y Nevada en Estados Unidos. Es una especie común en lugares localizados.

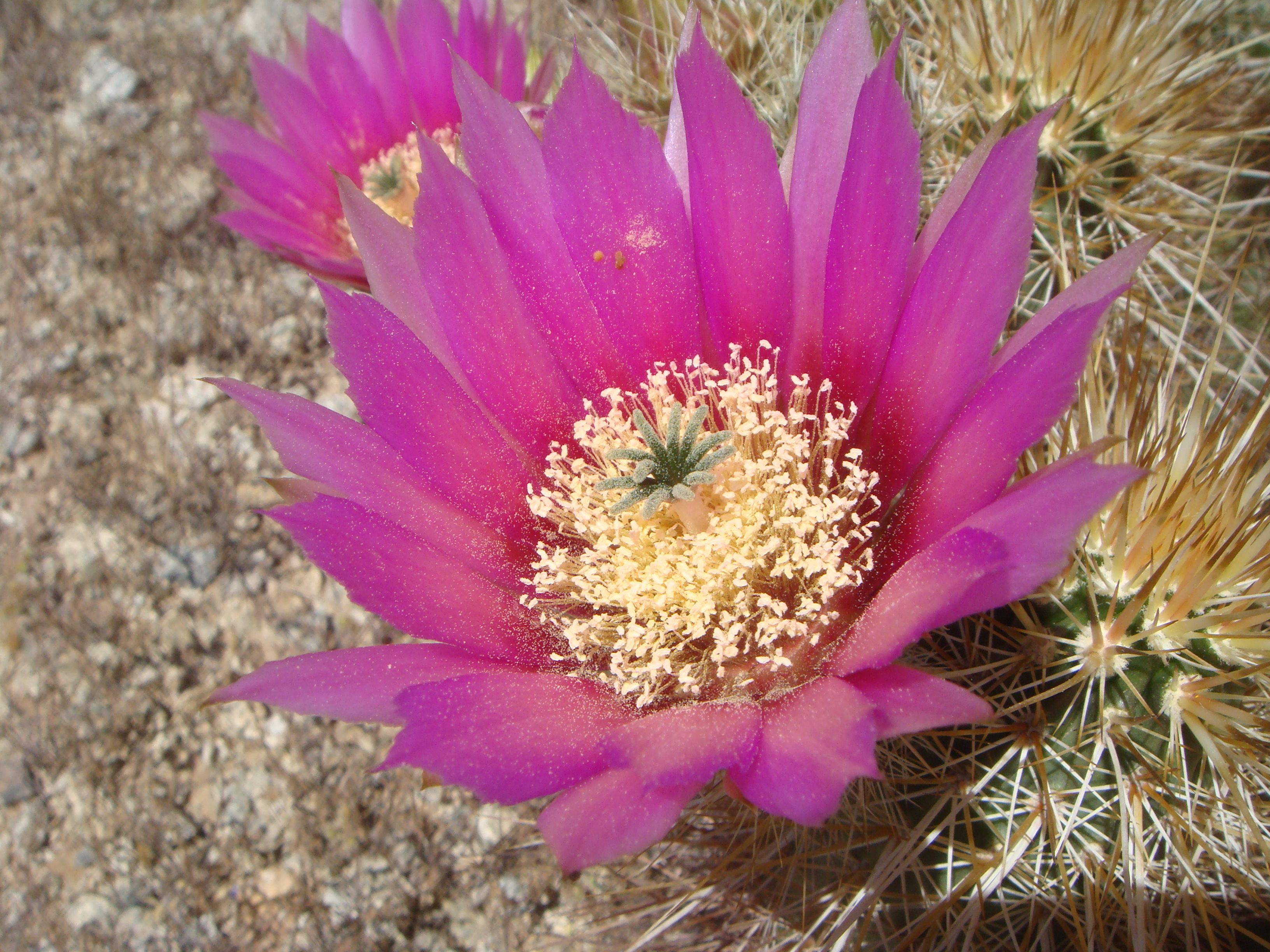
Detalle de la flor

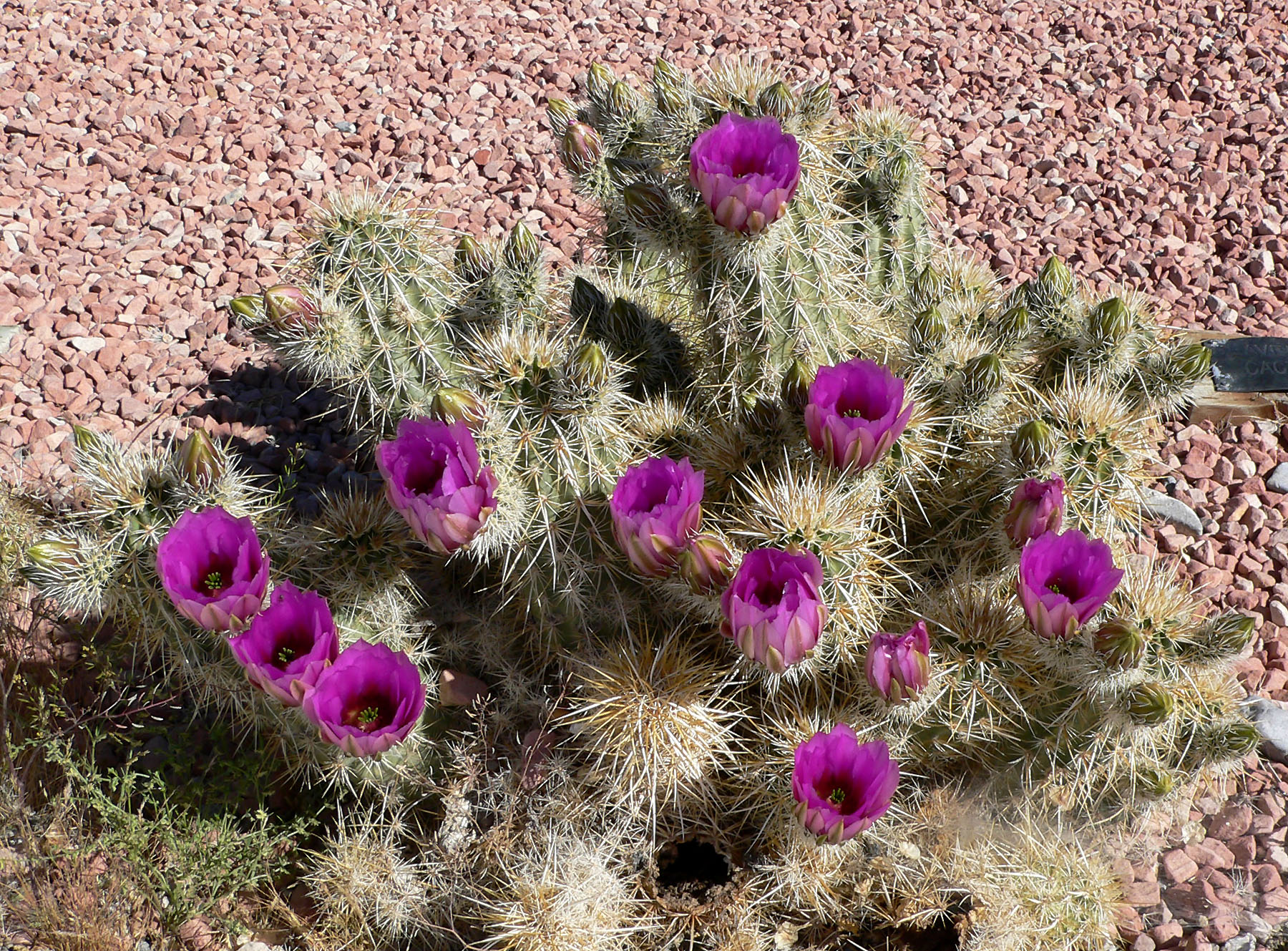
Vista de la planta

## Descripción
Es una planta  perenne carnosa cilíndrica armada de espinos,  y con las flores de color púrpura y rojo.

## Taxonomía
Echinocereus engelmannii fue descrita por (Parry ex Engelm.) Lem. y publicado en Les Cactées 56. 1868.
Etimología
Echinocereus: nombre genérico que deriva del griego antiguo: ἐχῖνος (equinos), que significa "erizo", y del latín cereus que significa "vela, cirio" que se refiere a sus tallos columnares erizados.
engelmannii: epíteto otorgado en honor del botánico George Engelmann.
Sinonimia
- Echinocereus llanuraensis (Rutow) W.Blum & D.Felix
- Cereus engelmannii
- Cereus munzii.[2]